# Джузеппе Барезі
Джузеппе Барезі (італ. Giuseppe Baresi, *7 лютого 1958, Травальято, провінція Брешія, Італія) — італійський футбольний тренер, асистент головного тренера міланського «Інтера». В минулому — футбольний півзахисник, відомий насамперед виступами у складі того ж «Інтера» та збірної Італії.
Дворазовий чемпіон Італії, володар Кубка УЄФА 1991 року.
Старший брат видатного італійського футбольного захисника «Мілана» Франко Барезі, включеного до символічного переліку «100 найкращих футболістів світу».

## Ранні роки
Народився у невеличкому містечку Травальято у провінції Брешія на півночі Італії. У дитячому віці разом з родиною переїхав до Мілана, де швидко став палким уболівальником місцевого «Інтернаціонале». Азам футболу навчався разом з братом Франко, граючи у вуличних командах.
В середині 1970—х брати Барезі пройшли оглядини в юнацькій футбольній школі «Інтера», тренерам якої сподобалася гра саме старшого з братів, Джузеппе. Натомість Франко був змушений шукати щастя у стані принципових суперників «Інтера» — в юнацькій академії «Мілана».

## Клубна кар'єра
Пройшовши навчання у клубній футбольній школі, Барезі дебютував у складі головної команди «Інтера» у 19 років, 1 червня 1977 року у грі розіграшу Кубка Італії проти «Віченци». Вже з наступного сезону 1977-78 став гравцем основного складу міланського клубу, кольори якого захищав до 1992 року і в складі якого завоював усі свої титули як гравець. За 16 сезонів, проведених в «Інтері», гравець 392 рази виходив на поле в матчах Серії A, взяв участь у 94 іграх в рамках розіграшу Кубка Італії та 73 єврокубкових іграх. Протягом 1988—1992 років виводив «Інтер» на поле як капітан команди.
1992 року 34-річний гравець перейшов до клубу «Модена», що змагався у Серії C1 італійської першості. За нову команду відіграв 2 сезони, провівши на полі 73 гри чемпіонату, після чого завершив ігрову кар'єру.

## Виступи за збірні
З 1977 року почав викликатися до молодіжної збірної Італії, у складі якої загалом провів 8 ігор. Протягом 1979—80 років також 6 разів виходив на поле в офіційних матчах італійської олімпійської збірної.
1979 року був уперше залучений до складу національної збірної своєї країни, увійшов до її заявки для участі у чемпіонату Європи 1980, на якому італійці дісталася півфіналу. Другим і останнім для Джузеппе великим турніром на рівні збірних став чемпіонат світу 1986 року. Загалом виклики до збірної були досить нерегулярними, за 8 років кар'єри в національній команді відіграв у її складі усього в 18 офіційних матчах.

### Матчі Джузеппе Барезі у складі збірної
| Дата       | Місто      | Господарі      | Результат              | Гості          | Турнір            | Голи | Примітки      |
| ---------- | ---------- | -------------- | ---------------------- | -------------- | ----------------- | ---- | ------------- |
| 26/09/1979 | Флоренція  | Італія         | 1 – 0                  | Швеція         | товариський матч  | -    | Вийшов на 46' |
| 15/06/1980 | Турин      | Італія         | 1 – 0                  | Англія         | ЧЄ 1980           | -    | Вийшов на 88' |
| 18/06/1980 | Рим        | Італія         | 0 – 0                  | Бельгія        | ЧЄ 1980           | -    | Вийшов на 35' |
| 21/06/1980 | Неаполь    | Чехословаччина | 1 – 1 д.ч. (10-9 п.п.) | Італія         | ЧЄ 1980           | -    |               |
| 24/09/1980 | Генуя      | Італія         | 3 – 1                  | Португалія     | товариський матч  | -    | Вийшов на 46' |
| 11/10/1980 | Люксембург | Люксембург     | 0 – 2                  | Італія         | Відбір до ЧС 1982 | -    |               |
| 06/01/1981 | Монтевідео | Нідерланди     | 1 – 1                  | Італія         | Кубок КОНКАКАФ    | -    |               |
| 19/04/1981 | Удіне      | Італія         | 0 – 0                  | НДР            | товариський матч  | -    | Вийшов на 80' |
| 02/06/1985 | Мехіко     | Мексика        | 1 – 1                  | Італія         | товариський матч  | -    |               |
| 06/06/1985 | Мехіко     | Італія         | 2 – 1                  | Англія         | товариський матч  | -    |               |
| 25/09/1985 | Лечче      | Італія         | 1 – 2                  | Норвегія       | товариський матч  | -    | Вийшов на 46' |
| 16/11/1985 | Хожув      | Польща         | 1 – 0                  | Італія         | товариський матч  | -    |               |
| 05/02/1986 | Авелліно   | Італія         | 1 – 2                  | ФРН            | товариський матч  | -    |               |
| 11/05/1986 | Неаполь    | Італія         | 2 – 0                  | КНР            | товариський матч  | -    | Вийшов на 75' |
| 05/06/1986 | Пуебла     | Італія         | 1 – 1                  | Аргентина      | ЧС 1986           | -    | Вийшов на 87' |
| 10/06/1986 | Пуебла     | Італія         | 3 – 2                  | Південна Корея | ЧС 1986           | -    | Вийшов на 68' |
| 17/06/1986 | Мехіко     | Франція        | 2 – 0                  | Італія         | ЧС 1986           | -    | Пішов на 46'  |
| Усього     |            | Матчів         | 17                     |                | Голів             | 0    |               |

## Тренерська кар'єра
1997 року повернувся до «Інтера» як тренер юнацької команди, за два роки почав працювати з командою молоді, яку тренував до 2001 року. З 2008 року — знову на тренерській роботі, цього разу як асистент головного тренера основної команди «Інтера».

## Титули і досягнення
У складі «Інтера»:
- Володар Кубка УЄФА: 1991
- Чемпіон Італії (2): 1980, 1989
- Кубок Італії (2): 1977–78, 1981–82
- Суперкубок Італії (1): 1989